# Jan Femer
Jan Jacobus Femer (Amsterdam, 15 oktober 1943 – aldaar, 23 september 2000) was een Nederlands crimineel.
Femer werd geboren als kleinzoon van een politieman. Zijn vader was niet in beeld. Femer begon zijn criminele carrière als inbreker, werd vervolgens kluiskraker, en eindigde naast Mink Kok en Stanley Hillis als een van de leiders van de Delta-organisatie. Hij verdiende miljoenen door de handel in xtc. In april 1993 zou hij de Alkmaarse drugsbaron Jaap van der Heiden hebben laten liquideren. In datzelfde jaar werd hij achter het Centraal Station gearresteerd terwijl hij papieren van een corrupte Amsterdamse hoofdagent kocht.
Femer, alias de Snor, was de rechterhand van Mink Kok en zou onder meer zijn belast met het betalen van steekpenningen. Hij werd op 23 september 2000 op 56-jarige leeftijd door het hoofd geschoten terwijl hij achter het stuur zat van zijn op de Amsterdamse Haarlemmerdijk geparkeerde Volkswagen Golf - mogelijk in opdracht van de Joegoslavische maffia (Jotsa Jocić), maar volgens Willem Endstra in opdracht van Willem Holleeder. 